# Cerro Chato (Costa Rica)
Der Cerro Chato ist ein 1140 m hoher Vulkan im Nord-Westen Costa Ricas. Er liegt in der Provinz Alajuela bei  La Fortuna, direkt neben dem Arenal-Vulkan.
Der erste Ausbruch des Chato-Vulkans erfolgte vermutlich vor etwa 38.000 Jahren und der letzte vor 3500 Jahren. Seitdem ist der Vulkan inaktiv. Einer der früheren Lava-Ströme ebnete den Weg für den Río Fortuna und den La-Fortuna-Wasserfall. Es gibt zwei Gipfel auf dem Chato-Vulkan, den Chatito und den Espina. 
Im Krater befindet sich ein etwa 500 Meter großer Kratersee, der Laguna Cerro Chato genannt wird. Der Vulkan ist eine beliebte Touristen Attraktion und es werden ausgehend von La Fortuna und der Observatory Lodge zahlreiche Touren zum Fortuna Wasserfall und zum Kratersee angeboten.

## Weblinks

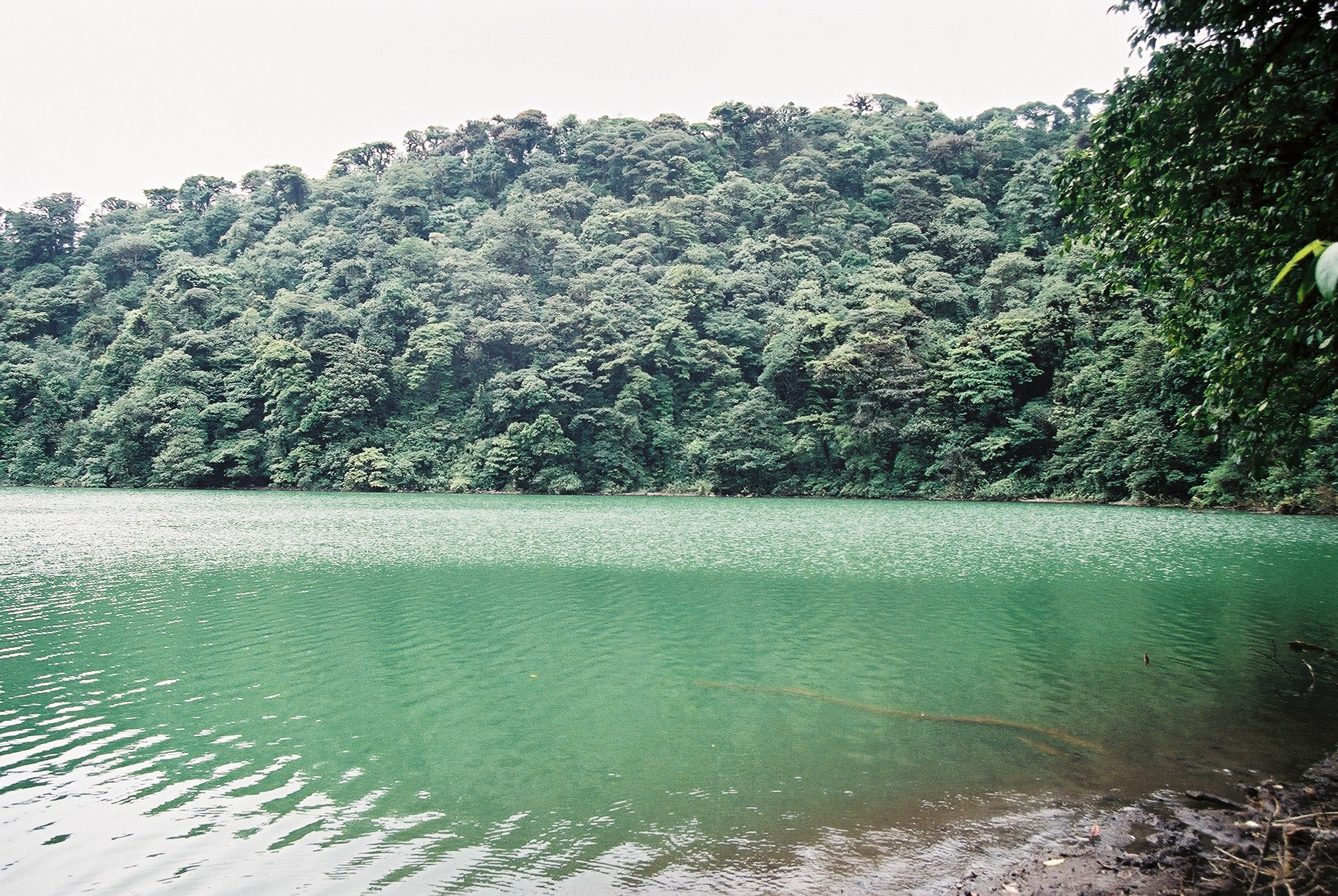
Krater-See (Laguna Cerro Chato)